# Сан Мартино Вале Каудина
Сан Мартино Вале Каудина (итал. San Martino Valle Caudina) је насеље у Италији у округу Авелино, региону Кампанија.
Према процени из 2011. у насељу је живело 2650 становника. Насеље се налази на надморској висини од 307 м.

## Становништво
Према резултатима пописа становништва 2011. у општини је живело 4.745 становника.
| 1931. | 1936. | 1951. | 1961. | 1971. | 1981. | 1991. | 2001. | 2011. |
| ----- | ----- | ----- | ----- | ----- | ----- | ----- | ----- | ----- |
| 6.837 | 6.838 | 7.656 | 6.352 | 4.733 | 4.766 | 4.678 | 4.704 | 4.745 |